# Moritz Szeps
Moritz Szeps (1835-1902) est un journaliste, éditeur et propriétaire d'un journal libéral dans la Vienne du XIXe siècle, considéré comme un des fondateurs du journalisme moderne autrichien.

## Biographie
Né en 1835, fils d'un médecin juif, il a étudié la médecine et la chimie à Lemberg et à Vienne. 
Il a d'abord publié des articles de vulgarisation scientifique dans la reveue Wanderer, puis, de 1855 à 1867, fut rédacteur en chef du Wiener Morgenpost, acheté avec l'aide d'un financiers hongrois. 
Il a ensuite participé à une révolte de la rédaction contre le directeur, le Dr Leopold Landsteiner. Menés par Szeps la plupart des salariés ont quitté le journal, qu'ils ont repris le 13 juillet 1867, sous le nom de "nouveau Wiener Tagblatt". Il sera ensuite considéré comme le "directeur spirituel" du journal. Moriz Szeps est ensuite resté, jusqu'au 15 mai 1872, le seul propriétaire et éditeur. Il est ensuite resté jusqu'au 15 octobre 1886 comme l'un éditeurs et actionnaire du journal. 
Considéré comme un symbole des liens entre l'élite intellectuelle juive et la vie économique, tout comme Moritz Benedikt, patron de la Neue Freie Presse, il fut la cible des attaques du politicien d'extrême-droite Georg Ritter von Schönerer.
De tendance socialisante, et très opposé à la politique de l'empereur d'Autriche, François-Joseph Ier (1830-1916), il avait su gagner l'amitié du prince héritier, Rodolphe (1858-1889), qui avait beaucoup d'affinités avec les cercles progressistes autrichiens. 
Il a maintenu des relations étroites avec les politiciens français comme son ami, Léon Gambetta. C'est en mai 1880 que Moritz Szeps rencontre pour la première fois Georges Clemenceau, dont il fut par ailleurs un interlocuteur politique. Il l'a accueilli plusieurs fois à Vienne à l'occasion des séjours qu'il faisait chaque année en Hongrie, lui faisant rencontrer secrètement le prince Rodolphe, et il lui a rendu plusieurs fois visite à Paris, au point que sa fille Sophie a épousé en 1885 son frère cadet Paul Clemenceau.
Sa femme animait à Vienne un salon littéraire des plus en vue.
Ils ont eu deux filles:
- Sophie Szeps (1862-1937) mariée le 23 décembre 1886 à l'hôtel de ville de Vienne à Paul Clemenceau, frère cadet de Georges. Elle tenait un salon à Paris où se retrouvaient les défenseurs d'Alfred Dreyfus: Émile Zola, le capitaine Georges Picquart, mais aussi Marcel Proust, etc.
- Berta Szeps (1864-1945), journaliste et critique d'art autrichienne, elle tenait un salon à Vienne et s'engagea dans la défense du mouvements moderne dans les arts, comme celui de la deuxième Sécession viennoise.